# Connecteur optique ST

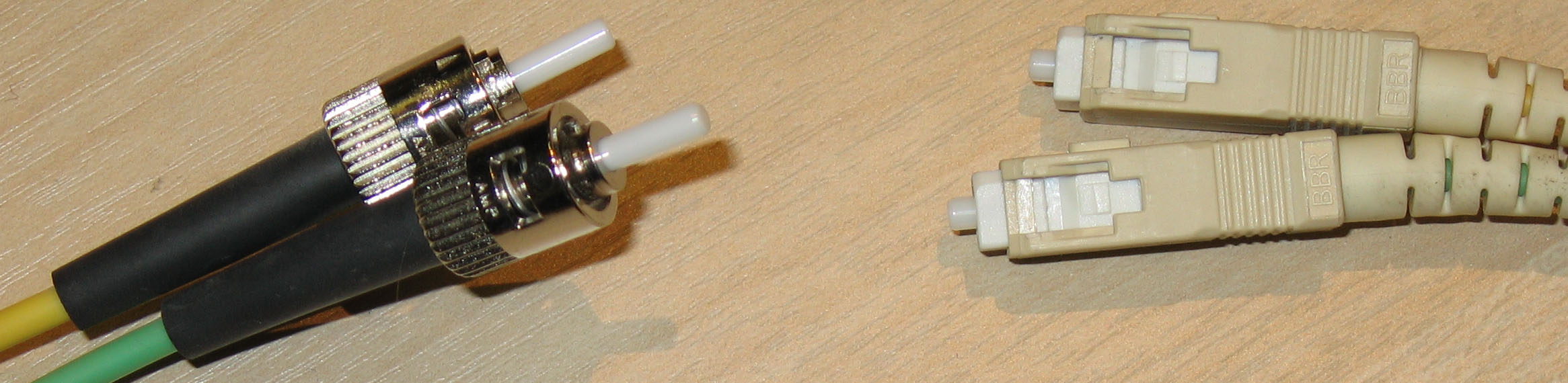
Connecteur ST (à gauche) et connecteur SC (à droite)

Le connecteur et adaptateur ST est un connecteur fibre optique standard. Les connecteurs ST présentent un verrouillage par baïonnette qui permettent une connexion robuste, permettant de coupler avec un alignement précis par l'intermédiaire de leurs embouts en céramique. Ils sont très utilisés pour les applications de bureau, de TV câblée, de téléphonie câblée et d’applications réseau. De plus, ils offrent à faible coût, la simplicité et la durabilité.

## Traduction
ST signifie Stick and Turn (enficher et tourner, par opposition à « enficher et cliquer », le Stick and Click des connecteurs SC).